# 新屋豊
新屋 豊（しんや ゆたか、1971年2月15日 - ）は、日本の作詞家、作曲家、編曲家、プロデューサー。

## 人物
幼い頃からギター、トランペット、ピアノなどを独学で学び、鹿児島大学教育学部小学校課程音楽専修を卒業後、福岡県に上京し、福岡スクールオブミュージック専門学校、その他の音楽スクールなどで作編曲の講師を務めながら、作家、アレンジャーとしての活動を広げてきた。
兼ねてから交流のあったH（eich）、松藤量平との出会いをきっかけにthree tight bを結成。2004年「かわらぬ愛を」でユニバーサルミュージックよりデビュー。
three tight bの作編曲を手がける一方、他アーティストへの作詞、アレンジ、楽曲提供をしている。現在は東京都在住。
2005年から日本テレビ『歌スタ!!』へウタイビトハンターとして出演し茉奈 佳奈のメジャーデビューをプロデュースするなど、作詞・作曲に加えてプロデューサーとしての活動の幅を広げてきている。

## ディスコグラフィー

### シングル
three tight bとして計4枚のシングルを発売
- かわらぬ愛を
- baby talk~未来に...~
- 存在
- 犬のお願い

## 代表提供曲

### アニメ
- 「HUNTER×HUNTER（第2作）」

オープニングテーマ　
小野正利「departure!」編曲
「departure! -キルアversion-」  編曲
「departure!-ゴンversion-」  編曲
- 『ガッチャマン クラウズ』 エンディングテーマ「INNOCENT NOTE」 作曲・編曲
- 『ちはやふる』　エンディングテーマ「そしていま」 作詞・作曲・編曲
- 『ちはやふる2』　エンディングテーマ「茜空」 作曲・編曲
- キャラソン「NICK MAN !」 作曲・編曲
- 『桜蘭高校ホスト部　サントラ&キャラソン集　前編』

河辺千恵子 「桜キッス」 （TVサイズ） 編曲
埴之塚光邦 （齋藤彩夏） 「ドキドキ☆ワクワク♪」　編曲     　
銛之塚崇 （桐井大介） 「いつも側に」　編曲
- 『桜蘭高校ホスト部　サントラ&キャラソン集　後編』

鳳鏡夜 （松岡雅成） 「冷たい夜」 作曲・編曲    　
桜蘭高校ホスト部 「また明日！」 作曲・編曲
- 『桜蘭高校ホスト部　サントラ&キャラソン集　特別編』

「また明日！」 作曲・編曲・Remix
「叶うなら」 作曲・編曲
- 『ガールフレンド（仮）』
  - オープニングテーマ「楽しきトキメキ」作詞・作曲・編曲
  - エンディングテーマ「はれるかなぁ」作詞・作曲・編曲
  - 9話挿入歌 「進化系girl」作詞・作曲・編曲
- 『曇天に笑う』
  - オープニングテーマ「毘藍ノ風」編曲

### サウンドトラック ドラマ
- TBS系木曜ドラマ9『ぴんとこな』サウンドトラック

He's Just Awesome　作曲・編曲
What's Up!? 　作曲・編曲
Who the Hell He Thinks He Is!?　作曲・編曲
Looking Over My Shoulder　作曲・編曲
Program Note　編曲　　
Schoolmates　編曲
- TVアニメ『ノブナガン』オリジナル・サウンドトラック

Enemy invasion
Let’s see which is the better woman!
1カ8カ
Military OTAKU
ODOODO×KYOROKYORO
女子トーク
Mysterious love feeling
Danger approaching
進化侵略体
Awakening
Storage of Hon'nouji
Attacked
AUウェポン発動
戦う少女の三段撃ち
I’m not alone
We're soldiers
The genealogy of the evolution
Intensive training
Rock on
Theme of DOGOO
この「声」は
Determination
Storming party
イザ出撃!
Under War
精霊儀式
もう限界だ!!
飛べ、夜鳴鶯
Stone forest strategy
友達だもん

### アーティスト
- 暁月めぐみ

「ふるさとになりたい」編曲
「あなたがいたから」編曲
- as

「遠くまで」編曲
「カケラ」作曲・編曲
- AKB48

「生き続ける」作曲・編曲
- 小野綾子

「悲しみの森」作曲・編曲
「Wind of China」作曲
- ON/OFF

「暁」作詞・作曲・編曲
「突き刺され! ダーツ」編曲
「I loving…-僕の愛-」作曲・編曲
「君が好き」作詞・作曲・編曲
「僕だけのOrion」作曲・編曲
「AKATSUKI〜君のキレイな心が好き〜」作詞・作曲・編曲
- 稼木美優

「桜島」編曲
「幸せな日」編曲
「幸せな日」編曲
「みんな夢の中」編曲
「雲のうつし絵」編曲
「自由が丘の櫻花」作曲・編曲
- 河辺千恵子

「桜キッス」編曲 - 『桜蘭高校ホスト部』主題歌
「シマウマノヨル」作曲・編曲
- 『君に届け Secret party』

Sound Produce & Arrange
- Crystal Kay

「帰り道」作曲
- 椎名純平

「最後の接吻」作詞・作曲・編曲
- SEED

「tamago」作曲
「why on earth」作曲
- 柴咲コウ

「不自然な空気と果実」作曲
「うさぎ」編曲
「少しずつ」編曲
- SHOWTA

「えくぼ」作詞・作曲・編曲 - 『カンナさん大成功です！』挿入曲
- 砂川恵理歌

「おはようサン」編曲
- 3B junior

「ダイビング」作詞・作曲・編曲
- Sowelu

「cloudy」作曲
- 中島美嘉

「Helpless rain」作曲
「Just trust in our Love」作曲
「愛してる」編曲
「I」編曲
- 中森明菜

「with」作詞・作曲・編曲
「thinking of you」作詞・作曲・編曲
「茜色の風」作詞・作曲・編曲
「逢えなくて」作曲・編曲
「Going Home」作曲・編曲
「雨月」作詞・作曲・編曲
「Lotus」作詞・作曲・編曲
「Amar es creer」作詞・作曲・編曲
- NOAH 三沢光晴

「スパルタンX」編曲
- NOKKO

「人魚」Strings Arrange
「Tomorrow Never Knows」Strings Arrange
- Heartsdales

「Helpless Game」作曲
- パク・ヘジン

「運命の轍」作曲・編曲 - 『借王＜シャッキング＞Ⅱ-運命の報酬-』主題歌
- back number

「幸せ」Strings Arrange
- 日向坂46

「日向坂」作曲・編曲
- 藤井フミヤ

「In your heart」作曲
- 風男塾

「夢幻のプロキオン」作曲・編曲
- Fruits（歌スタ）

「恋のセゾン」共作（mc.AT 崎谷健次郎  DJ UTO three tight b）
「ナミアゲハ」作曲・編曲
- 堀江由衣

「MISSION」作曲・編曲
- 松藤量平

「頑張って!」作詞・作曲・編曲
「もてない男のTHEME」編曲
「ユビキリ」編曲
「Sunshine day」編曲
「君は輝く」編曲
- 茉奈 佳奈

「二月のわた雪」作曲・編曲
「夕星」作曲・編曲
「ありがとう」作詞・作曲・編曲
「やじるし」編曲
「泣いて笑って」作曲
「卒業」編曲
「けんかをやめて」編曲
「上を向いて歩こう」編曲
「待つわ」編曲
「あの素晴しい愛をもう一度」編曲
「チェリー」編曲
「翼をください」編曲
「Sweet Home〜僕の帰る場所」作曲・編曲
- MIO

「手のひらの鼓動」「Mermaid」Remix
- みひろ

「たまらんEveryday」作曲・編曲
「highest Sky」編曲
- melody.

「プルメリア」編曲
- 吉田栄作

「心の旅」編曲
- ルドイア★星惑三第『第三惑星放送協会』

水星らら「真冬の水星」作曲・編曲
金星りり「金星とポンヌフ」作曲・編曲
火星るる「東京タワーとあなたと火星」作曲・編曲
小惑星 featuring日テレサービス鈴木「バス停に地蔵」作曲・編曲
木星れれ「木星の雪」作曲・編曲
土星ろろ「勝手に土星」作曲・編曲
天王星らら「だるい天王星」作曲・編曲
太陽系オールスターズ「惑星モーション2008」作曲・編曲

### 映画
- 『カンナさん大成功です!』

SHOWTA
「えくぼ」作詞・作曲・編曲　『カンナさん大成功です！』挿入曲
- 映画『爆心』主題歌

小柳ゆき「ひまわり」編曲

## TV・書籍
- 歌スタ